# Буковачки Антуновац
Буковачки Антуновац (до 1991. године Александровац) је насељено место у општини Нова Буковица, у славонској Подравини, Република Хрватска.

## Историја
До нове територијалне организације налазило се у саставу бивше велике општине Подравска Слатина.

### Други светски рат
Из среза Подравска Слатина исељени су добровољци из села Брезака, Петровца, Александровца, Бјелковца и Милановца. Било их је око 3600 душа.

## Становништво
На попису становништва 2011. године, Буковачки Антуновац је имао 198 становника.
На попису становништва 2001. године, село је имало 308 становника.
| Националност       | 1991.        | 1981.        | 1971.        | 1961.        |
| Срби               | 313 (83,24%) | 347 (78,86%) | 417 (90,66%) | 469 (89,16%) |
| Хрвати             | 29 (7,71%)   | 27 (6,13%)   | 27 (5,86%)   | 55 (10,45%)  |
| Југословени        | 20 (5,31%)   | 57 (12,95%)  | 12 (2,60%)   | 0            |
| остали и непознато | 14 (3,72%)   | 9 (2,04%)    | 4 (0,86%)    | 2 (0,38%)    |
| Укупно             | 376          | 440          | 460          | 526          |

- напомене:

Исказује се као насеље од 1931. До 1971. под именом Александровац Миклеушки, а у 1981. и 1991. Александровац.

## Попис 1991.
На попису становништва 1991. године, насељено место Александровац је имало 376 становника, следећег националног састава:
| Попис 1991.‍  | Попис 1991.‍  | Попис 1991.‍ | Попис 1991.‍ | Попис 1991.‍ |
| ------------ | ------------ | ----------- | ----------- | ----------- |
|              |              |             |             |             |
| Срби         | Срби         |             | 313         | 83,24%      |
| Хрвати       | Хрвати       |             | 29          | 7,71%       |
| Југословени  | Југословени  |             | 20          | 5,31%       |
| Македонци    | Македонци    |             | 1           | 0,26%       |
| регион. опр. | регион. опр. |             | 1           | 0,26%       |
| непознато    | непознато    |             | 12          | 3,19%       |
| укупно: 376  |              |             |             |             |